# إريك كامبل
إريك كامبل (بالإنجليزية: Erik Campbell)‏ هو لاعب كرة قدم أمريكية أمريكي، ولد في 21 يناير 1966.